# Hofrust

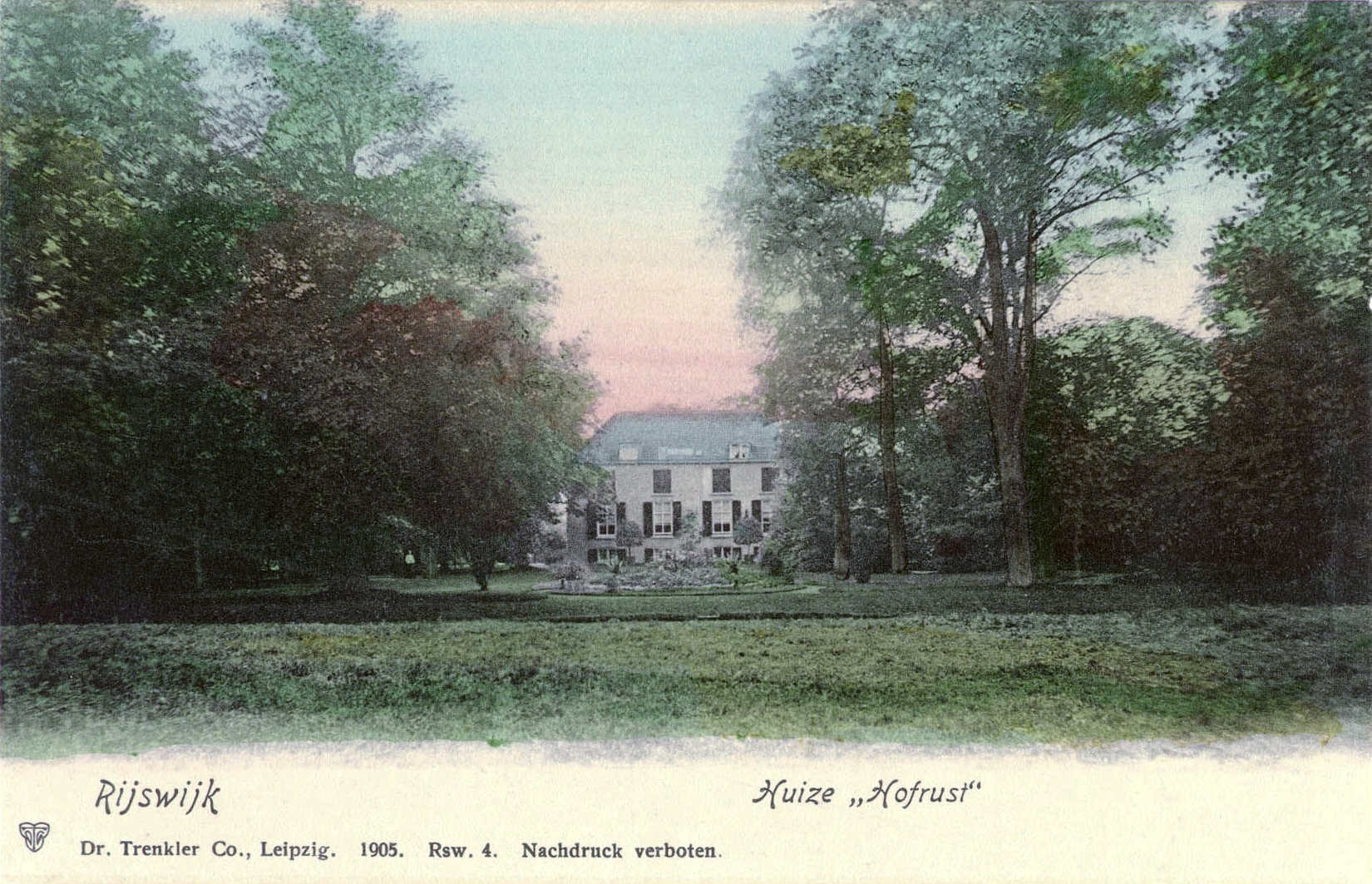
Huize Hofrust, voorheen Masthof en Veldzicht

De buitenplaats Hofrust in de Nederlandse plaats Rijswijk (provincie Zuid-Holland) heeft door de eeuwen heen verschillende namen gehad. De hofstede was in de 15e eeuw in bezit van Mathijs de Buyser, heer van Reyerwaard. In 1656 werd de grond verkocht aan mr. Gerrit Graswinckel, secretaris van Den Haag. Hij maakte er een buitenplaats van. Zijn schoondochter verkocht het in 1725 na de dood van diens zoon voor 10.200 gulden aan de Rotterdamse advocaat mr. François Pielat de Blagny. In de akte was het grondstuk naamloos, maar honderd jaar later werd het Veldzicht genoemd. In 1855 werd het buiten Masthof genoemd, vanaf circa 1874 moet de naam Hofrust in gebruik zijn genomen toen de buitenplaats in bezit kwam van het echtpaar Blaauw-Koch. 
In 1845 werd aan de noordkant van het hoofdgebouw een vleugel bijgebouwd. Generaal Josef Jacobus Baron van Geen sleet er zijn oude dag. Nadat hij in 1846 stierf wisselde het nog verschillende malen van eigenaar, onder anderen oud-minister van oorlog Johan Hendrik Voet, en de uitbaters van het Haagse hotel "De Twee Steden". In 1922 werd het als raadhuis door de gemeente Rijswijk in gebruik genomen. Nadat in 1967 het nieuwe stadhuis was opgeleverd werd Hofrust gerestaureerd, en kreeg het de naam Het Oude Raadhuis. In de tuin staat een laat-18e-eeuwse theekoepel.

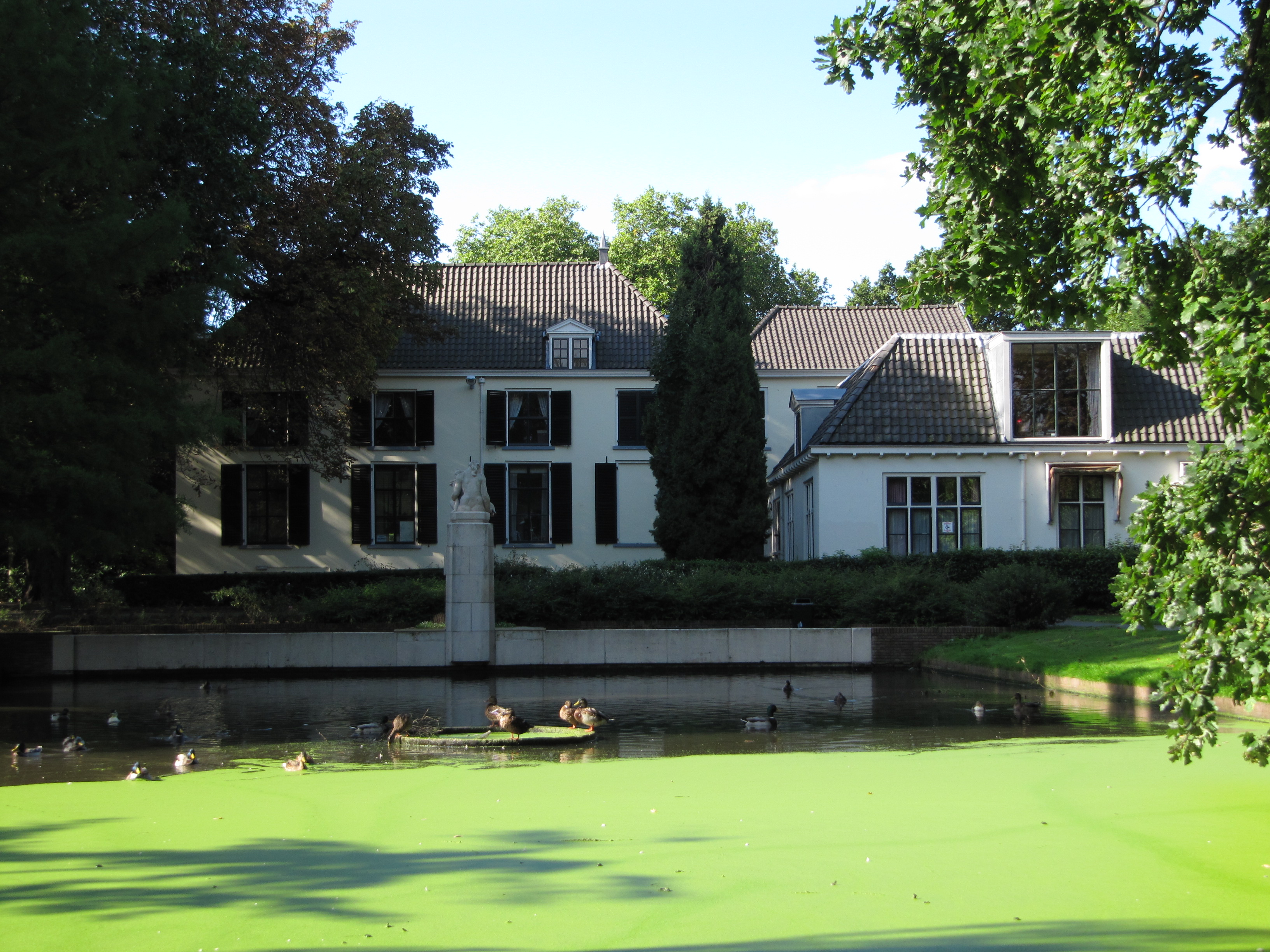
Hofrust in 2010
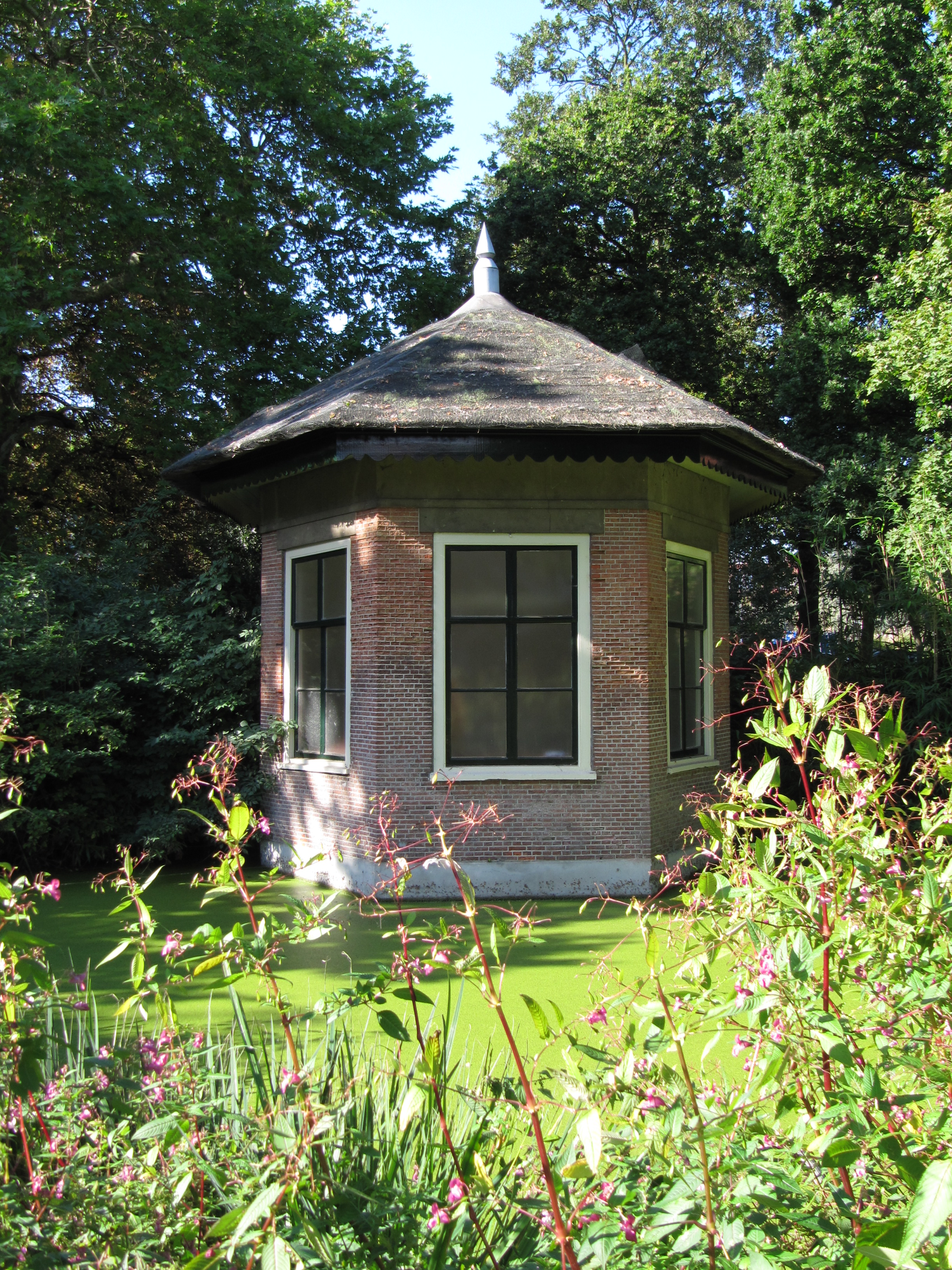
Theekoepel
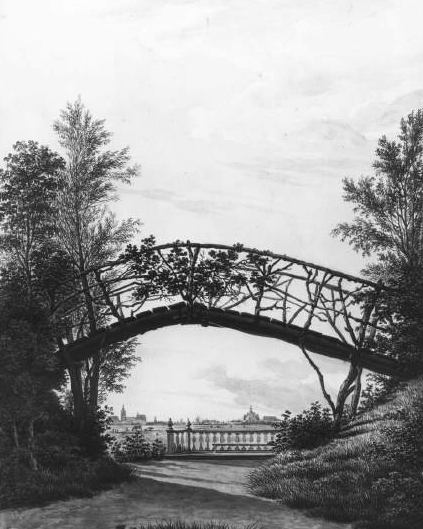
Brug in de tuin van de buitenplaats van de familie Roedig